# Nichteinlösung
Als Nichteinlösung bezeichnet man im Versicherungswesen die Rechtsfolgen aus dem  Verzug des Versicherungsnehmers bei Zahlung einer Erstprämie. Wegen der Nichtzahlung wird der Versicherungsschein nicht eingelöst, d. h., es besteht kein Versicherungsschutz.
Wenn der einmalige oder erste Versicherungsbeitrag nicht rechtzeitig gezahlt wird, hat der Versicherer laut Versicherungsvertragsgesetz (VVG) das Recht, vom Vertrag zurückzutreten (§ 37 Abs. 1 VVG).
Tritt der Versicherungsfall ein, bevor der erste Beitrag gezahlt wurde, ist der Versicherer nicht leistungspflichtig, es sei denn, dass der Versicherungsnehmer die Nichtzahlung nicht zu vertreten hat. Der Versicherer ist aber nur dann leistungsfrei, wenn er den Versicherungsnehmer durch eine gesonderte Mitteilung in Textform oder durch einen auffälligen Hinweis im Versicherungsschein auf diese Rechtsfolge aufmerksam gemacht hat (§ 37 Abs. 2 VVG).
Ähnliche Grundsätze gelten nach dem österreichischen Versicherungsvertragsgesetz (VersVG).
Eine nicht eingelöste Lastschrift wird im Bankwesen als Lastschriftrückgabe bezeichnet.